# العلاقات الإيرانية الباربادوسية
العلاقات الإيرانية الباربادوسية هي العلاقات الثنائية التي تجمع بين إيران وباربادوس.

## مقارنة بين البلدين
هذه مقارنة عامة ومرجعية للدولتين:
| وجه المقارنة                                              | إيران                    | باربادوس       |
| --------------------------------------------------------- | ------------------------ | -------------- |
| المساحة (كم2)                                             | 1.65 مليون               | 439            |
| عدد السكان (نسمة)                                         | 79.97 مليون              | 285.72 ألف     |
| الكثافة السكانية (ن./كم²)                                 | 48.47                    | 65.08 ألف      |
| العاصمة                                                   | طهران                    | بريدج تاون     |
| اللغة الرسمية                                             | لغة فارسية               | لغة إنجليزية   |
| العملة                                                    | ريال إيراني              | دولار بربادوسي |
| الناتج المحلي الإجمالي (بليون دولار)                      | 439.51 مليار             | 4.80 مليار     |
| الناتج المحلي الإجمالي (تعادل القوة الشرائية) بليون دولار | 1.36 تريليون             | 4.66 مليار     |
| الناتج المحلي الإجمالي الاسمي للفرد دولار أمريكي          |                          | 15.43 ألف      |
| الناتج المحلي الإجمالي للفرد دولار أمريكي                 |                          | 16.06 ألف      |
| مؤشر التنمية البشرية                                      | 0.766                    | 0.795          |
| رمز المكالمات الدولي                                      | +98                      | +1246          |
| رمز الإنترنت                                              | .ir،                     | .bb            |
| المنطقة الزمنية                                           | ت ع م+03:30، توقيت إيران | 00             |

## منظمات دولية مشتركة
يشترك البلدان في عضوية مجموعة من المنظمات الدولية، منها:
| علم المنظمة | اسم المنظمة                        | تاريخ انضمام إيران | تاريخ انضمام باربادوس |
| ----------- | ---------------------------------- | ------------------ | --------------------- |
|             | مؤسسة التنمية الدولية              | 10 أكتوبر 1960     | 29 سبتمبر 1999        |
|             | يونسكو                             | 6 سبتمبر 1948      | 24 أكتوبر 1968        |
|             | وكالة ضمان الاستثمار متعدد الأطراف | 15 ديسمبر 2003     | 12 أبريل 1988         |
|             | الأمم المتحدة                      | 24 أكتوبر 1945     | 9 ديسمبر 1966         |
|             | الاتحاد البريدي العالمي            | ?                  | ?                     |
|             | البنك الدولي للإنشاء والتعمير      | 29 ديسمبر 1945     | 12 سبتمبر 1974        |
|             | منظمة حظر الأسلحة الكيميائية       | ?                  | ?                     |
|             | مؤسسة التمويل الدولية              | 28 ديسمبر 1956     | 25 يونيو 1980         |
|             | منظمة الشرطة الجنائية الدولية      | ?                  | ?                     |

## وصلات خارجية
- موقع وزارة الخارجية الإيرانية
- موقع وزارة الخارجية الباربادوسية